# Liste des titres musicaux numéro un en France en 1961
Cette page liste les singles classés n°1 des ventes de disques en France durant l'année 1961.

## Classement des singles
| Semaine | Date de sortie | Artiste          | Titre                     |
| ------- | -------------- | ---------------- | ------------------------- |
| 1       | 7 janvier      | Johnny Hallyday  | Souvenirs, Souvenirs      |
| 2       | 14 janvier     | André Verchuren  | Les fiancés d'Auvergne    |
| 3       | 21 janvier     | Édith Piaf       | Non, je ne regrette rien  |
| 4       | 28 janvier     | Édith Piaf       | Non, je ne regrette rien  |
| 5       | 4 février      | Édith Piaf       | Non, je ne regrette rien  |
| 6       | 11 février     | Édith Piaf       | Non, je ne regrette rien  |
| 7       | 18 février     | Édith Piaf       | Non, je ne regrette rien  |
| 8       | 25 février     | Édith Piaf       | Non, je ne regrette rien  |
| 9       | 4 mars         | Édith Piaf       | Non, je ne regrette rien  |
| 10      | 11 mars        | Édith Piaf       | Non, je ne regrette rien  |
| 11      | 18 mars        | Édith Piaf       | Non, je ne regrette rien  |
| 12      | 25 mars        | Édith Piaf       | Non, je ne regrette rien  |
| 13      | 1er avril      | Édith Piaf       | Non, je ne regrette rien  |
| 14      | 8 avril        | Édith Piaf       | Non, je ne regrette rien  |
| 15      | 15 avril       | Édith Piaf       | Non, je ne regrette rien  |
| 16      | 22 avril       | Édith Piaf       | Non, je ne regrette rien  |
| 17      | 29 avril       | Johnny Hallyday  | 24 000 Baisers            |
| 18      | 6 mai          | Johnny Hallyday  | 24 000 Baisers            |
| 19      | 13 mai         | Édith Piaf       | Non, je ne regrette rien  |
| 20      | 20 mai         | Édith Piaf       | Non, je ne regrette rien  |
| 21      | 27 mai         | Édith Piaf       | Non, je ne regrette rien  |
| 22      | 3 juin         | Édith Piaf       | Non, je ne regrette rien  |
| 23      | 10 juin        | Édith Piaf       | Non, je ne regrette rien  |
| 24      | 17 juin        | Édith Piaf       | Non, je ne regrette rien  |
| 25      | 24 juin        | Édith Piaf       | Non, je ne regrette rien  |
| 26      | 1er juillet    | Édith Piaf       | Non, je ne regrette rien  |
| 27      | 8 juillet      | Édith Piaf       | Non, je ne regrette rien  |
| 28      | 15 juillet     | Léo Ferré        | Jolie Môme                |
| 29      | 22 juillet     | Léo Ferré        | Jolie Môme                |
| 30      | 29 juillet     | Léo Ferré        | Jolie Môme                |
| 31      | 5 août         | Marcel Amont     | Dans le cœur de ma blonde |
| 32      | 12 août        | Marcel Amont     | Dans le cœur de ma blonde |
| 33      | 19 août        | Charles Aznavour | Il faut savoir            |
| 34      | 26 août        | Charles Aznavour | Il faut savoir            |
| 35      | 2 septembre    | Charles Aznavour | Il faut savoir            |
| 36      | 9 septembre    | Charles Aznavour | Il faut savoir            |
| 37      | 16 septembre   | Charles Aznavour | Il faut savoir            |
| 38      | 23 septembre   | Charles Aznavour | Il faut savoir            |
| 39      | 30 septembre   | Charles Aznavour | Il faut savoir            |
| 40      | 7 octobre      | Charles Aznavour | Il faut savoir            |
| 41      | 14 octobre     | Charles Aznavour | Il faut savoir            |
| 42      | 21 octobre     | Charles Aznavour | Il faut savoir            |
| 43      | 28 octobre     | Charles Aznavour | Il faut savoir            |
| 44      | 4 novembre     | Charles Aznavour | Il faut savoir            |
| 45      | 11 novembre    | Johnny Hallyday  | Viens danser le twist     |
| 46      | 18 novembre    | Johnny Hallyday  | Viens danser le twist     |
| 47      | 25 novembre    | Johnny Hallyday  | Viens danser le twist     |
| 48      | 2 décembre     | Henri Tisot      | L'Auto-circulation        |
| 49      | 9 décembre     | Henri Tisot      | L'Auto-circulation        |
| 50      | 16 décembre    | Henri Tisot      | L'Auto-circulation        |
| 51      | 23 décembre    | Henri Tisot      | L'Auto-circulation        |
| 52      | 30 décembre    | Henri Tisot      | L'Auto-circulation        |